# Reede

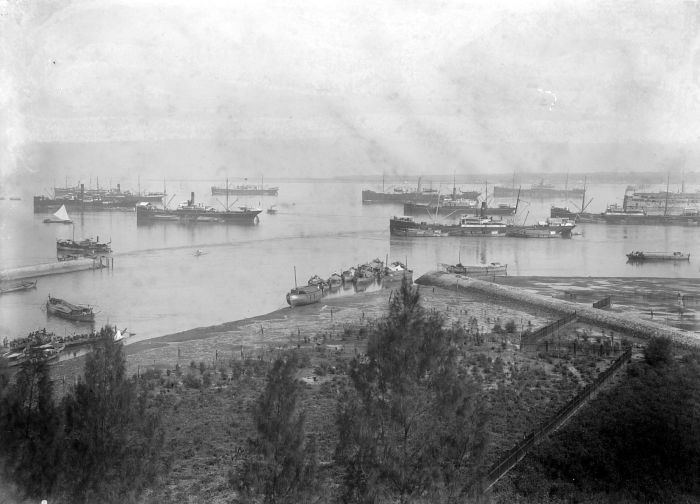
Reede vor Surabaya

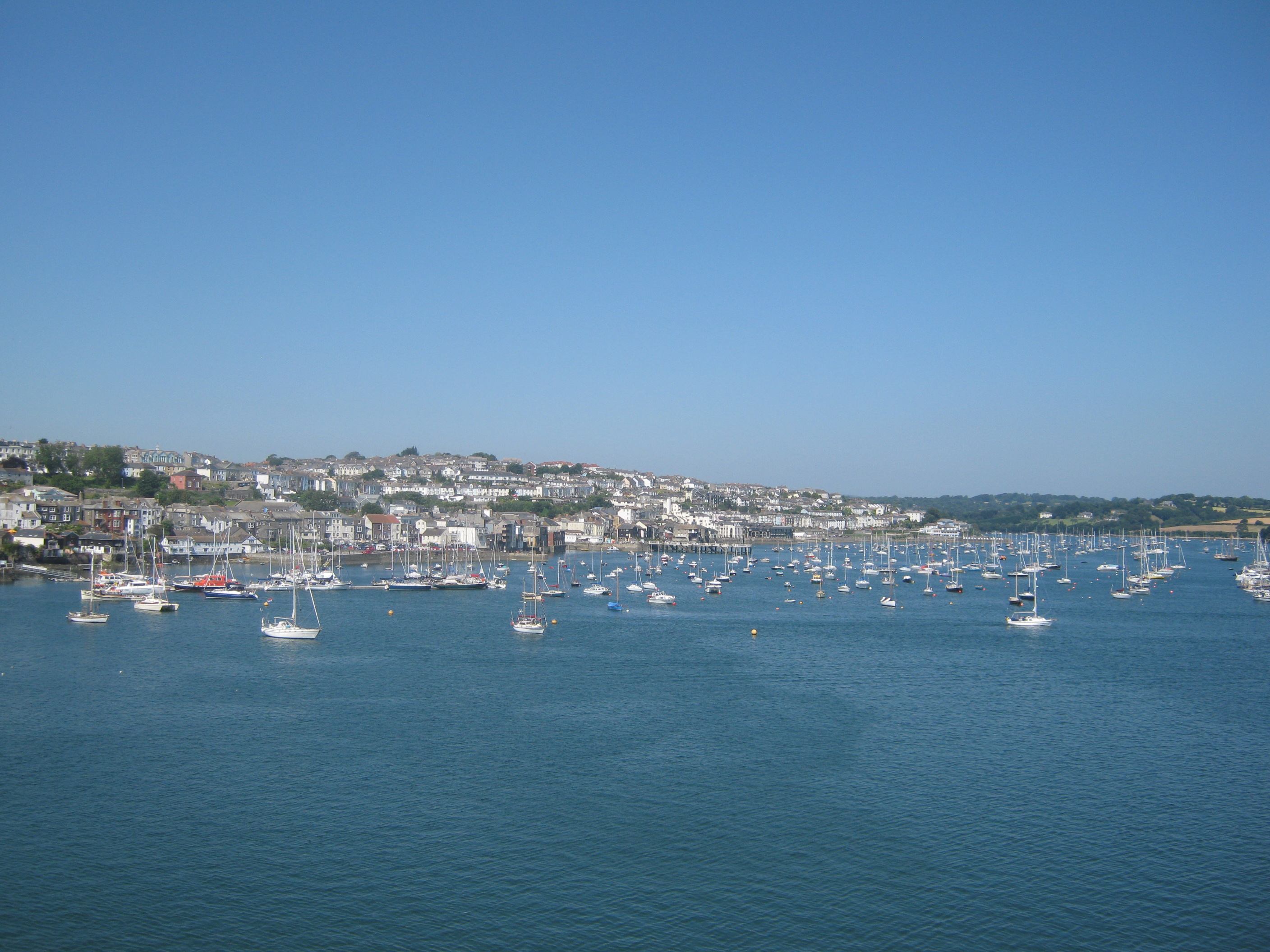
Reede vor Falmouth (Cornwall)

Die Reede ist ein Ankerplatz vor einem Hafen oder vor der Mündung einer Wasserstraße, auf dem Schiffe warten können.

## Bedeutung
Das Wort Reede geht zurück auf das im 17. Jahrhundert in die deutsche Schriftsprache aus dem Mittelniederdeutschen übernommene rēde oder reide („Ankerplatz“). Vergleiche hierzu auch das aus dem Niederländischen gleichbedeutende ree (ältere Form: reede) und dem Schwedischen redd. Die weitere Herkunft der Bezeichnung des Ankerplatzes ist unklar. Einerseits kann Reede im Sinne von „Platz, an dem die Schiffe [aus]gerüstet werden“ zu der Sippe vom Mittelniederdeutschen [ge]rēde oder rēden für „bereit, fertigmachen, [aus]rüsten“ gehören. Andererseits kann Reede im Sinne von „Platz, an dem die Schiffe vor dem Hafen auf den Wellen reiten“, zu dem Verb reiten gehören.
Reeden auf Flussläufen (zum Beispiel dem Rhein) liegen ober- oder unterhalb bestimmter Hafeneinfahrten, teilweise bis zu 5 km entfernt. Schiffe warten hier auf die Einfahrt zum Hafen, Kanal oder Fluss. Andere Schiffe werden hier geleichtert (ihre Ladung auf kleinere Schiffe umgeladen). In einigen Fällen, z. B. während einer Wirtschaftskrise, warten sie aber auch für unbestimmte Zeit auf Reede auf Ladung oder Aufträge. Dann befindet sich nur noch eine verringerte Schiffsbesatzung an Bord, die einen Notbetrieb aufrechterhält, um die Fahrbereitschaft des  Schiffes zu erhalten. 
Vor der Insel Helgoland blieben die Seebäderschiffe bis 2020 „auf Reede“ liegen, die Passagiere wurden von dort mit Börtebooten auf die Insel gebracht. 
Gemäß dem Seerechtsübereinkommen der Vereinten Nationen Art. 12 können Reeden, die außerhalb der Hoheitsgewässer liegen, in diese einbezogen werden. Dies ist in deutschen Gewässern bei der Tiefwasserreede rund 30 Kilometer westlich von Helgoland so, wo früher das Feuerschiff Amrumbank lag, obwohl dieses Gebiet bereits außerhalb der 12-Meilen-Zone (Küstenmeer) liegt. 
Schiffe liegen ebenfalls auf Reede, wenn der Hafen (noch) belegt ist. Dann wird, ebenso wie vor einer Schleuse, außerhalb des Fahrwassers Warteposition bezogen.